# Calytrix tenuiramea
Calytrix tenuiramea är en myrtenväxtart som först beskrevs av Porphir Kiril Nicolai Stepanowitsch Turczaninow, och fick sitt nu gällande namn av George Bentham. Calytrix tenuiramea ingår i släktet Calytrix och familjen myrtenväxter. Inga underarter finns listade i Catalogue of Life.